# Бедард, Ирен
Ире́н Бе́дард (англ. Irene Bedard; род. 22 июля 1967, Анкоридж, Аляска) — американская актриса кино, телевидения и озвучивания. Одна из крайне немногих актрис-эскимосок, добившихся большой известности. Амплуа — индианки. Наиболее известна зрителю озвучиванием индейской принцессы Покахонтас в мультфильме и игре 1995 года, в продолжении мультфильма 1998 года, причём мультипликационное изображение также было срисовано с настоящего облика Ирен Бедард.

## Биография
Ирен Бедард родилась 22 июля 1967 года в Анкоридже (Аляска). Её ближайшие предки были разных народностей: инупиаты, юпики, инуиты, кри. Окончила Филадельфийский университет искусств по специальности «Музыкальный театр».
С 1994 года Бедард снимается в кино и на телевидении, с 1995 года озвучивает мультфильмы и компьютерные игры. В том же 1995 году была включена журналом People в список «50 самых красивых людей».
В 2012 году стала (совместно с канадским бизнесменом Томом Деномом) соосновательницей компаний Sleeping Lady Films и Waking Giants Productions.

### Личная жизнь
В 1993 году Ирен вышла замуж за певца Денни Уилсона. В 2003 году у пары родился сын, которого назвали Куинн. В ноябре 2010 года в СМИ появилась информация, что в течение супружеской жизни Уилсон постоянно применял к своей жене сексуальное и физическое насилие, не давая ей полноценно заниматься своей карьерой актрисы. В 2012 году пара развелась.

## Награды и номинации
С полным списком наград и номинаций Ирен Бедард можно ознакомиться на сайте IMDb
- 1995 — «Золотой глобус» в категории «Лучшая актриса в мини-сериале или телефильме» за роль в фильме «Женщина племени лакота[англ.]» — номинация.
- 1995 — Премия «Наследие вестернов» («Бронзовый рэнглер») от Национального музея ковбоев и наследия вестернов[англ.] в категории «Полнометражный телефильм» за роль в фильме «Женщина племени лакота» — победа.
- 1999 — Премия «Наследие вестернов» («Бронзовый рэнглер») от Национального музея ковбоев и наследия вестернов в категории «Полнометражный телефильм» за роль в фильме «Двое из Техаса» — победа.
- 2004 — American Indian LA Film and TV Awards в категории «Лучшая главная женская роль в полнометражном фильме» за роль в фильме Greasewood Flat — победа.
- 2006 — Премия «Наследие вестернов» («Бронзовый рэнглер») от Национального музея ковбоев и наследия вестернов в категории «Полнометражный телефильм» за роль в мини-сериале «На Запад» — победа.

## Избранные работы

### Актриса кино
Кроме озвучивания
- 1994 — Скванто: Легенда о воине[англ.] / Squanto: A Warrior's Tale — Накоома
- 1998 — Дымовые сигналы / Smoke Signals — Сьюзи Сонг
- 1999 — Полевые цветы[англ.] / Wildflowers — Руби
- 2005 — Новый Свет / The New World — мать Покахонтас
- 2011 — Древо жизни / The Tree of Life — Посланница
- 2015 — Песни, которым меня научили братья[англ.] / Songs My Brothers Taught Me — Лиза Уинтерс

### Актриса телевидения
Кроме озвучивания
- 1994 — Женщина племени лакота[англ.] / Lakota Woman: Siege at Wounded Knee — Мэри Ворона-Пёс
- 1997 — Профайлер / Profiler — Мэдди Дюваль (в 1 эпизоде)
- 1997 — Настоящие женщины / True Women — Тобе
- 2001 — За гранью возможного / The Outer Limits — Калли «Белая Лошадь» Ландау (в 1 эпизоде)
- 2005 — На Запад / Into the West — Маргарет «Яркий Луч» (в 4 эпизодах)
- 2005 — Долгий путь[англ.] / Love's Long Journey — Мириам «Красный Ястреб» Макклейн
- 2012, 2014—2015 — Лонгмайер / Longmire — Мэй Стилуотер (в 3 эпизодах)
- 2017 — Мгла / The Mist — Кими Люсеро (в 9 эпизодах)
- 2024 — Аватар: Легенда об Аанге / Avatar: The Last Airbender — Яго́да (в 2 эпизодах)

### Озвучивание
Кино, телевидение, «сразу-на-видео» и компьютерные игры
Кино, телевидение и «сразу-на-видео»
- 1995 — Покахонтас / Pocahontas — индейская принцесса Покахонтас
- 1996 — Невероятные приключения Джонни Квеста[англ.] / The Real Adventures of Jonny Quest — разные роли (в 2 эпизодах)
- 1996—1997 — Приключения из Книги добродетелей[англ.] / Adventures from the Book of Virtues — разные роли (в 2 эпизодах)
- 1998 — Покахонтас 2: Путешествие в Новый Свет / Pocahontas II: Journey to a New World — индейская принцесса Покахонтас
- 1999 — Пеппер Энн[англ.] / Pepper Ann — Кэрол (в 1 эпизоде)
- 2000 — Звёздный десант: Хроники / Roughnecks: Starship Troopers Chronicles — генерал Мириам «Красное Крыло» (в 4 эпизодах)
- 2001 — Мышиный дом / Disney's House of Mouse — индейская принцесса Покахонтас (в 1 эпизоде)
- 2004 — Что новенького, Скуби-Ду? / What's New, Scooby-Doo? — Коди Лонг (в 1 эпизоде)
- 2005 — Герои Хигглитауна[англ.] / Higglytown Heroes — Герой «Лесной Рейнджер» (в 1 эпизоде)
- 2008 — Турок. Затерянный мир[англ.] / Turok: Son of Stone — Катори
- 2008—2009 — Новые приключения Человека-паука / The Spectacular Spider-Man — Джин Девульф (в 4 эпизодах)
- 2012 — Юная Лига Справедливости / Young Justice — Шелли «Длинная Тень» (в 1 эпизоде)
- 2018 — Ральф ломает интернет: Ральф 2 / Ralph Breaks the Internet: Wreck-It Ralph 2 — индейская принцесса Покахонтас

Компьютерные игры
- 1995 — Disney's Animated Storybook: Pocahontas[англ.] — индейская принцесса Покахонтас
- 1996 — Disney's Pocahontas[англ.] — индейская принцесса Покахонтас